# Brookfield (Massachusetts)
Brookfield es un pueblo ubicado en el condado de Worcester en el estado estadounidense de Massachusetts. En el Censo de 2010 tenía una población de 3.390 habitantes y una densidad poblacional de 78,84 personas por km².

## Geografía
Brookfield se encuentra ubicado en las coordenadas 42°10′55″N 72°6′27″O / 42.18194, -72.10750. Según la Oficina del Censo de los Estados Unidos, Brookfield tiene una superficie total de 43 km², de la cual 40.27 km² corresponden a tierra firme y (6.35%) 2.73 km² es agua.

## Demografía
Según el censo de 2010, había 3.390 personas residiendo en Brookfield. La densidad de población era de 78,84 hab./km². De los 3.390 habitantes, Brookfield estaba compuesto por el 97.32% blancos, el 0.29% eran afroamericanos, el 0.15% eran amerindios, el 0.21% eran asiáticos, el 0% eran isleños del Pacífico, el 0.12% eran de otras razas y el 1.92% pertenecían a dos o más razas. Del total de la población el 1.3% eran hispanos o latinos de cualquier raza.